# Iwan Sidorow
Iwan Kuźmicz Sidorow (ros. Иван Кузьмич Сидоров, ur. 1906 w guberni orłowskiej, zm. 22 czerwca 2000) – funkcjonariusz radzieckich organów bezpieczeństwa, generał major.

## Życiorys
Urodzony w rosyjskiej rodzinie chłopskiej, pracował jako robotnik rolny. Od października 1923 do września 1927 żołnierz Armii Czerwonej, od lutego 1926 w WKP(b). Od września 1927 służył w wojskach i organach OGPU/NKWD, od maja 1935 do października 1935 starszy instruktor propagandy, szef wydziału politycznego i wojskowy komisarz Wyższej Szkoły Pogranicznej NKWD ZSRR, 15 czerwca 1936 mianowany starszym politrukiem, 9 czerwca 1937 komisarzem batalionowym, a 7 maja 1938 komisarzem pułkowym. Od października 1939 do marca 1947 szef Głównego Zarządu Politycznego Dalstroja NKWD/MWD ZSRR, 21 grudnia 1943 mianowany komisarzem bezpieczeństwa państwowego, a 9 lipca 1945 generałem majorem. Od marca do listopada 1947 na kursach doskonalenia kierowniczych funkcjonariuszy partyjnych przy Wyższej Szkole Partyjnej przy KC WKP(b), od lutego 1948 do maja 1952 szef Wydziału Politycznego Wojskowego Instytutu MWD w Moskwie, od maja do grudnia 1952 szef wydziału Głównego Zarządu Milicji MGB ZSRR, od grudnia 1952 do 1 kwietnia 1957 zastępca szefa Wydziału Specjalnego Głównego Zarządu Wojsk Pogranicznych i Wewnętrznych MGB/MWD ZSRR, 16 lipca 1957 zwolniony ze służby.

## Odznaczenia
- Order Lenina (dwukrotnie - 17 stycznia 1943 i 24 listopada 1950)
- Order Czerwonego Sztandaru (dwukrotnie - 15 stycznia 1945 i 25 czerwca 1954)
- Order Czerwonego Sztandaru Pracy (11 stycznia 1941)
- Order Czerwonej Gwiazdy (dwukrotnie - 24 lutego 1945 i 4 stycznia 1954)
- Order „Znak Honoru” (26 kwietnia 1940)

I 4 medale.